# 藍玫瑰

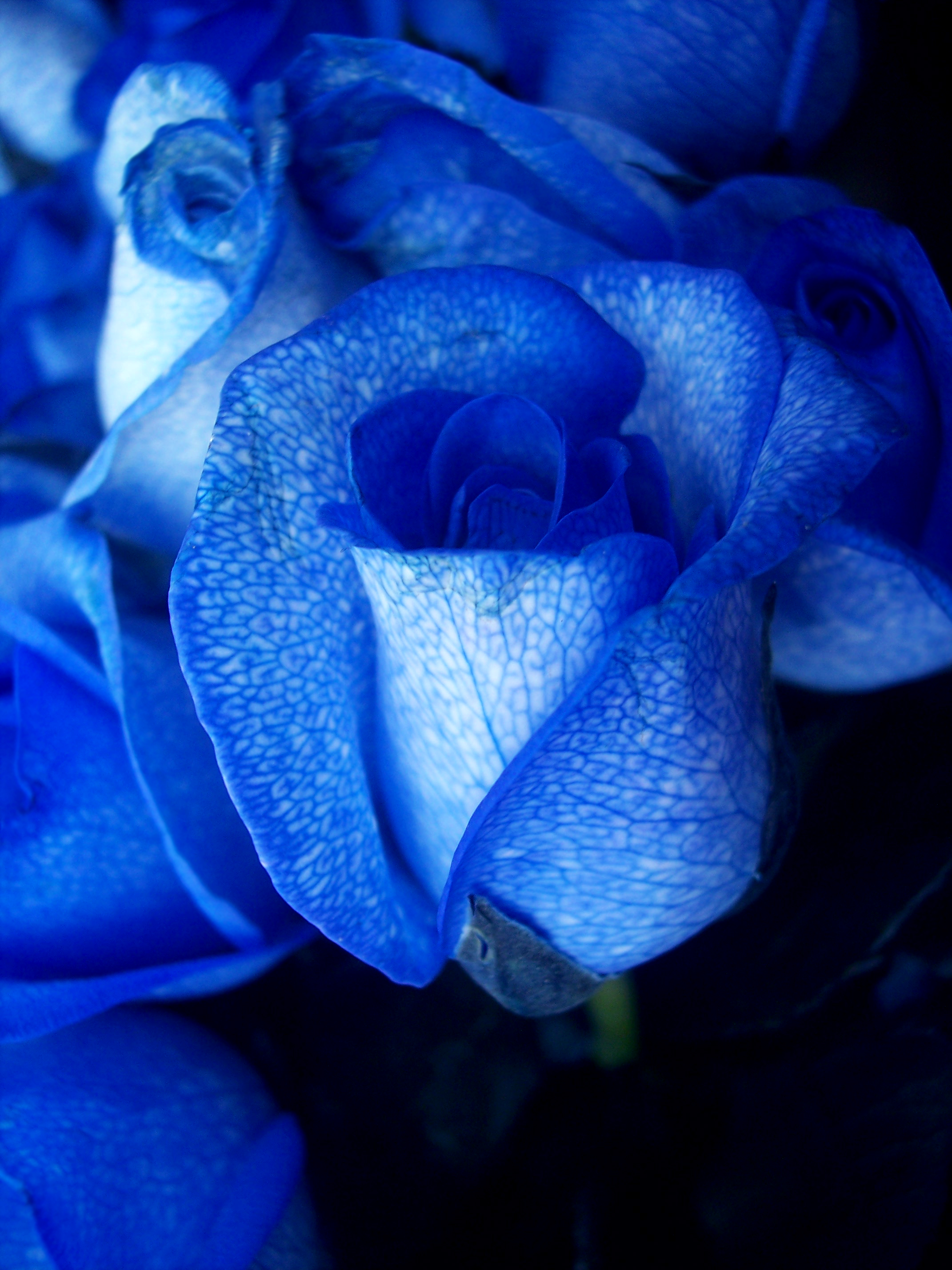
將白玫瑰人工染色後的藍玫瑰

藍玫瑰是轉入藍色色素基因或人工染色的藍色雜交月季。

## 概要
自然界中并不存在蓝色的玫瑰。第一種轉基因合成的藍玫瑰品種，由日本三得利公司在2004年首次培育成功，該品種由於含有翠雀花素（一種花青素）而呈色；雖然取名「藍玫瑰」，它真正的花色介於薰衣草色和藕合色之間。
天津大学和中科院的研究人员在2018年也用白玫瑰通过转基因技术培育出了藍玫瑰。
藍色妖姬等品種不是真正的藍玫瑰，而是用白玫瑰或白月季染色成的。

## 大眾文化中的藍玫瑰
在一些文化中，蓝玫瑰传统上与"蓝色"皇室血液联系在一起，因此蓝玫瑰代表王权和辉煌。 由于蓝玫瑰实质上的缺失，它们也象征神秘和渴望实现不可能的事物。。

### 虛構作品登場的藍玫瑰
- 在電影《羊男的迷宮》中，女主角奧菲莉亞講述了山頂上一朵藍色玫瑰的故事，這朵藍玫瑰周圍都是有毒的荊棘，能賦與得到它的人永生，但由於沒有人有勇氣面對藍玫瑰週圍的荊棘，這朵藍玫瑰最終枯萎並被遺忘。
- 日本輕小說《刀劍神域：Alicization》中，尤吉歐持有的劍被稱為藍薔薇之劍，這把劍被描繪成一把中央有一朵藍玫瑰浮雕的冰劍。原為是一塊位於北方山脈中的寒冰，但因為薔薇的種子落在附近生長成玫瑰，讓寒冰與玫瑰的靈魂產生羈絆，最終掙扎生長的玫瑰被凍結在寒冰之中，構成劍的刃體。
- 奇幻小說《冰與火之歌》中，有種名為「冬雪玫瑰」的藍玫瑰，特徵是碧藍霜色的花瓣與獨特的香氣，僅生長在臨冬城的花園。「冬雪玫瑰」是史塔克家族成員萊安娜·史塔克最愛的花卉，坦格利安家族的雷加·坦格利安在赫倫堡比武大會上獻給萊安娜的「愛與美的皇后」桂冠也是由冬雪玫瑰編織而成[7]。
- 日本漫畫《金田一少年事件簿》的《薔薇十字館殺人事件》篇中，金田一一的宿敵高遠遙一的異母妹美咲吉賽爾，因為母親栽培出藍色薔薇而被覬覦花卉的失意人士盯上，間接釀成了薔薇酒店的火災。
- 韓國網路小說《不懂愛的千金與野獸》中，女主角蕾伊因為渴望見識藍玫瑰，讓對蕾伊有好感的園丁為了實現她的願望，獲得克勞德協助用藥劑將花園的玫瑰染成藍色。

## 外部連結
- Rudyard Kipling's poem on the lack of blue roses